# Sergėjus Jovaiša
Sergėjus Jovaiša (Anykščiai, 17 dicembre 1954) è un ex cestista, allenatore di pallacanestro e politico lituano, fino al 1991 sovietico.

## Carriera
Con l'Unione Sovietica ha disputato i Giochi olimpici di Mosca 1980, due edizioni dei Campionati mondiali (1978, 1982) e quattro dei Campionati europei (1981, 1983, 1985, 1987).
Con la Lituania ha disputato i Giochi olimpici di Barcellona 1992.

## Palmarès
- Campionato sovietico: 3

Žalgiris Kaunas: 1984-1985, 1985-1986, 1986-1987
- Coppa di Germania: 1

Brandt Hagen: 1994
- Coppa Intercontinentale: 1

Žalgiris Kaunas: 1986